# Monroe County (Michigan)
Das Monroe County ist ein County im Bundesstaat Michigan der Vereinigten Staaten. Der Verwaltungssitz (County Seat) ist Monroe. Das U.S. Census Bureau hat bei der Volkszählung 2020 eine Einwohnerzahl von 154.809 ermittelt.

## Geographie
Das County liegt im äußersten Südosten der Unteren Halbinsel von Michigan, grenzt im Süden an Ohio, im Osten an die Mündung des Detroit River in den Eriesee, einem der Großen Seen. Der Detroit River bildet die Grenze zur kanadischen Provinz Ontario. Das Monroe County hat eine Fläche von 1761 Quadratkilometern, wovon 334 Quadratkilometer Wasserfläche sind. Es grenzt an folgende Countys:
| Washtenaw County |                     | Wayne County                   |
| Lenawee County   |                     | Essex County (Ontario, Kanada) |
|                  | Lucas County (Ohio) |                                |

Bei Monroe mündet der River Raisin in den Eriesee, nachdem er das County von Osten kommend durchflossen hat. Das County wird vom Office of Management and Budget zu statistischen Zwecken als Monroe, MI Metropolitan Statistical Area geführt.

## Geschichte

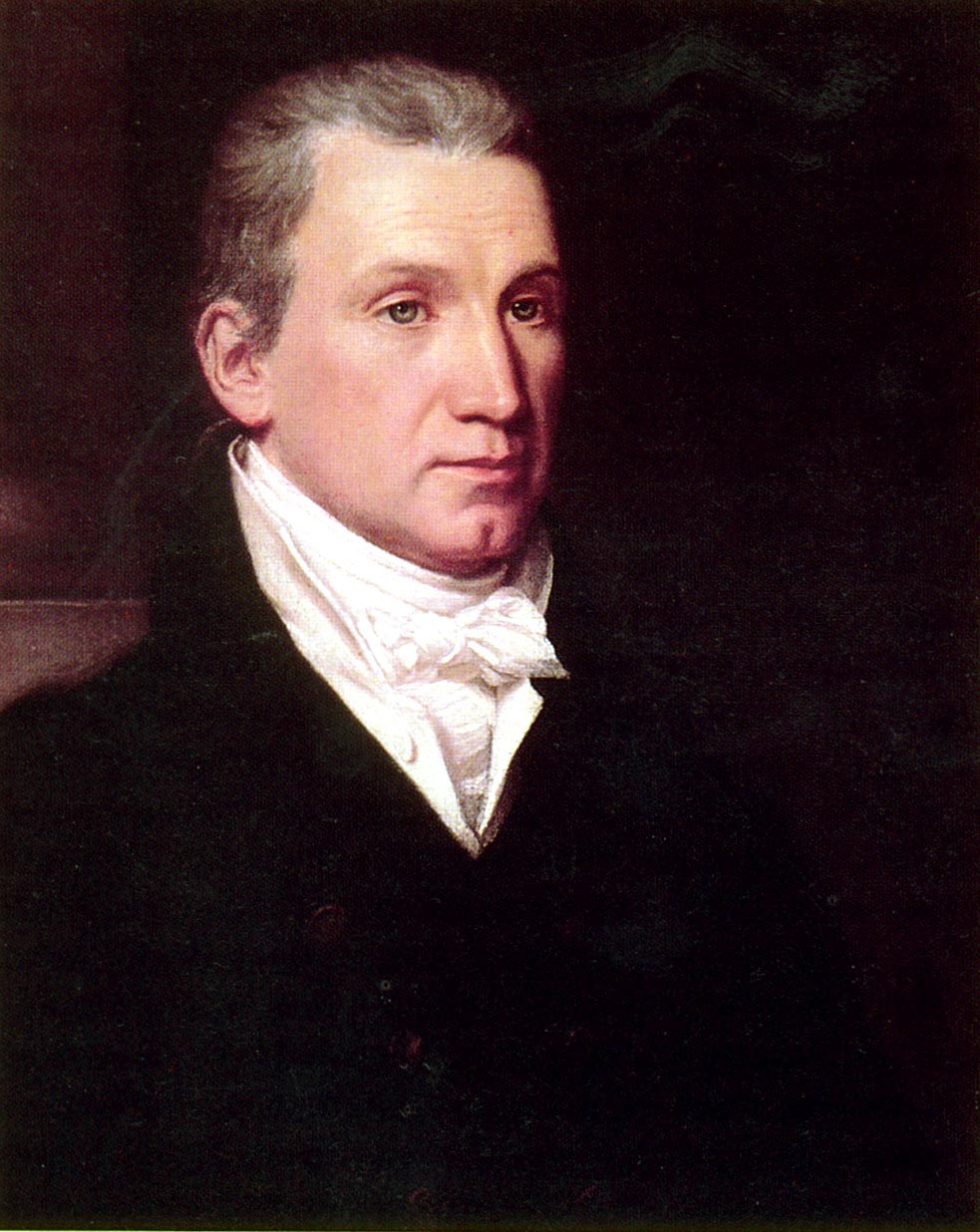
James Monroe

Das Monroe County wurde 1817 aus Teilen des Wayne County gebildet. Benannt wurde es nach James Monroe (1758–1831), dem fünften Präsidenten der USA.
14 Bauwerke und Stätten des Countys sind im National Register of Historic Places eingetragen (Stand 27. Januar 2018).

## Demografische Daten

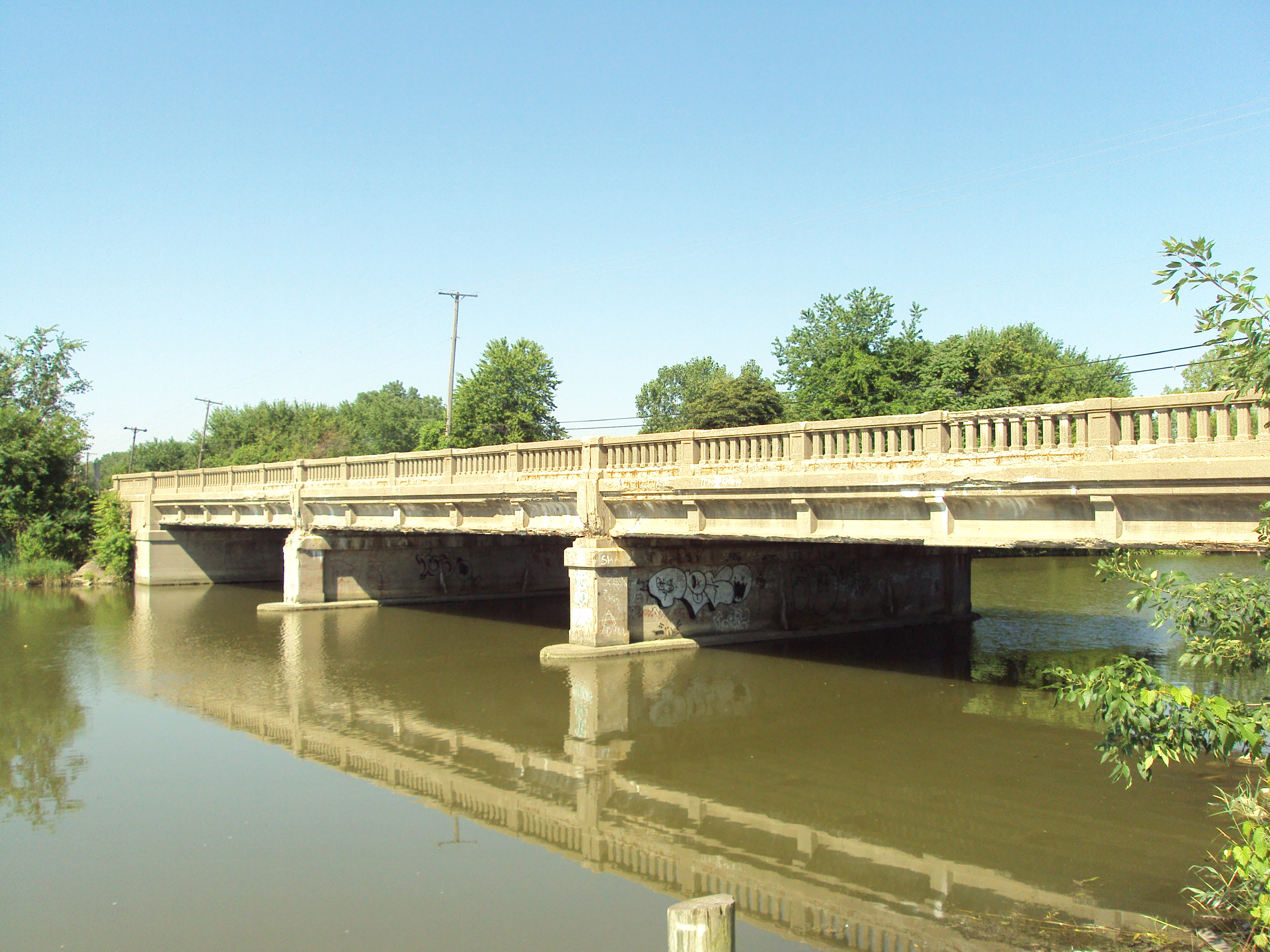
Jefferson Avenue Bridge über den Huron River

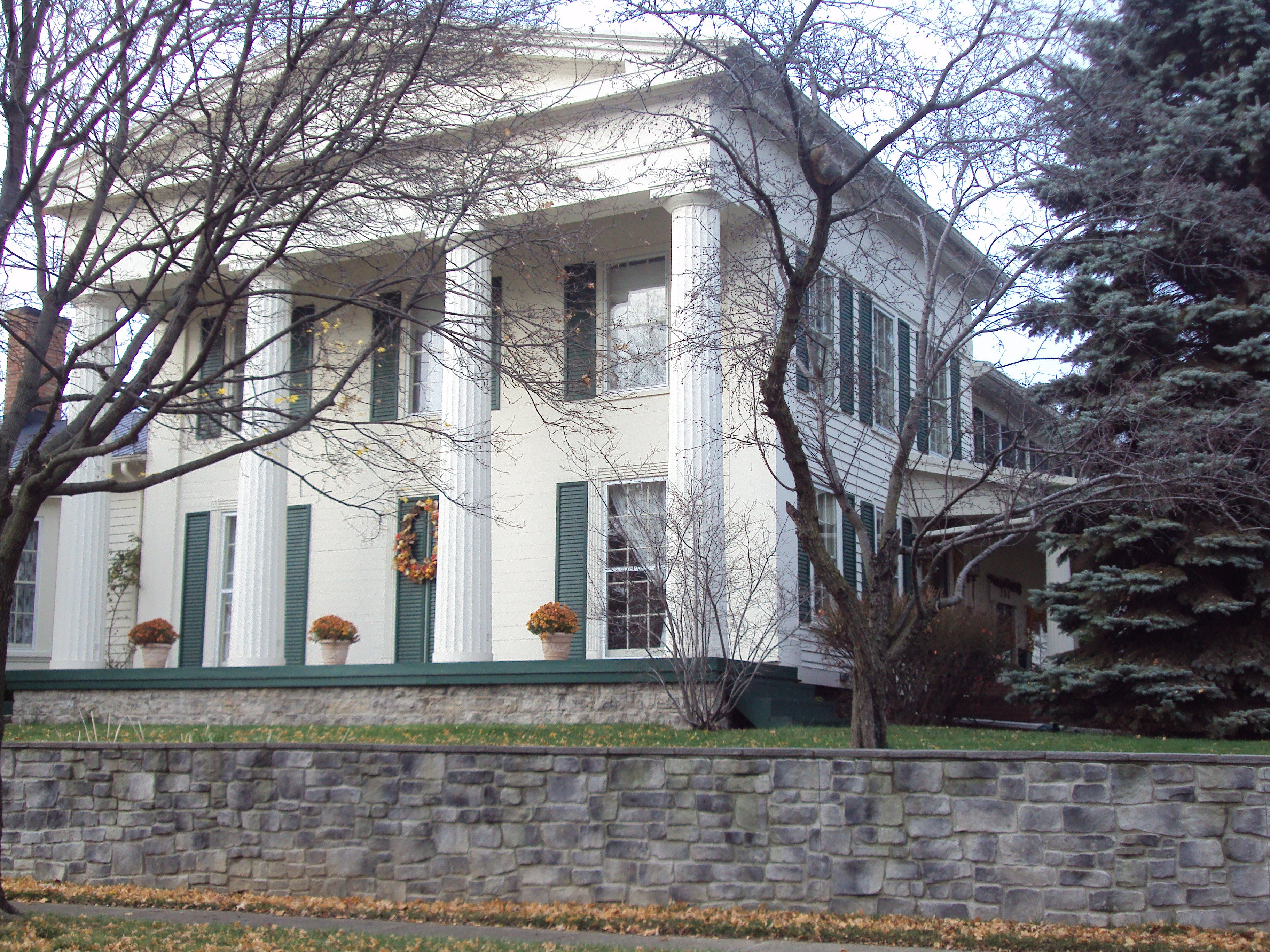
Das Rudolph Nims House, gelistet im NRHP

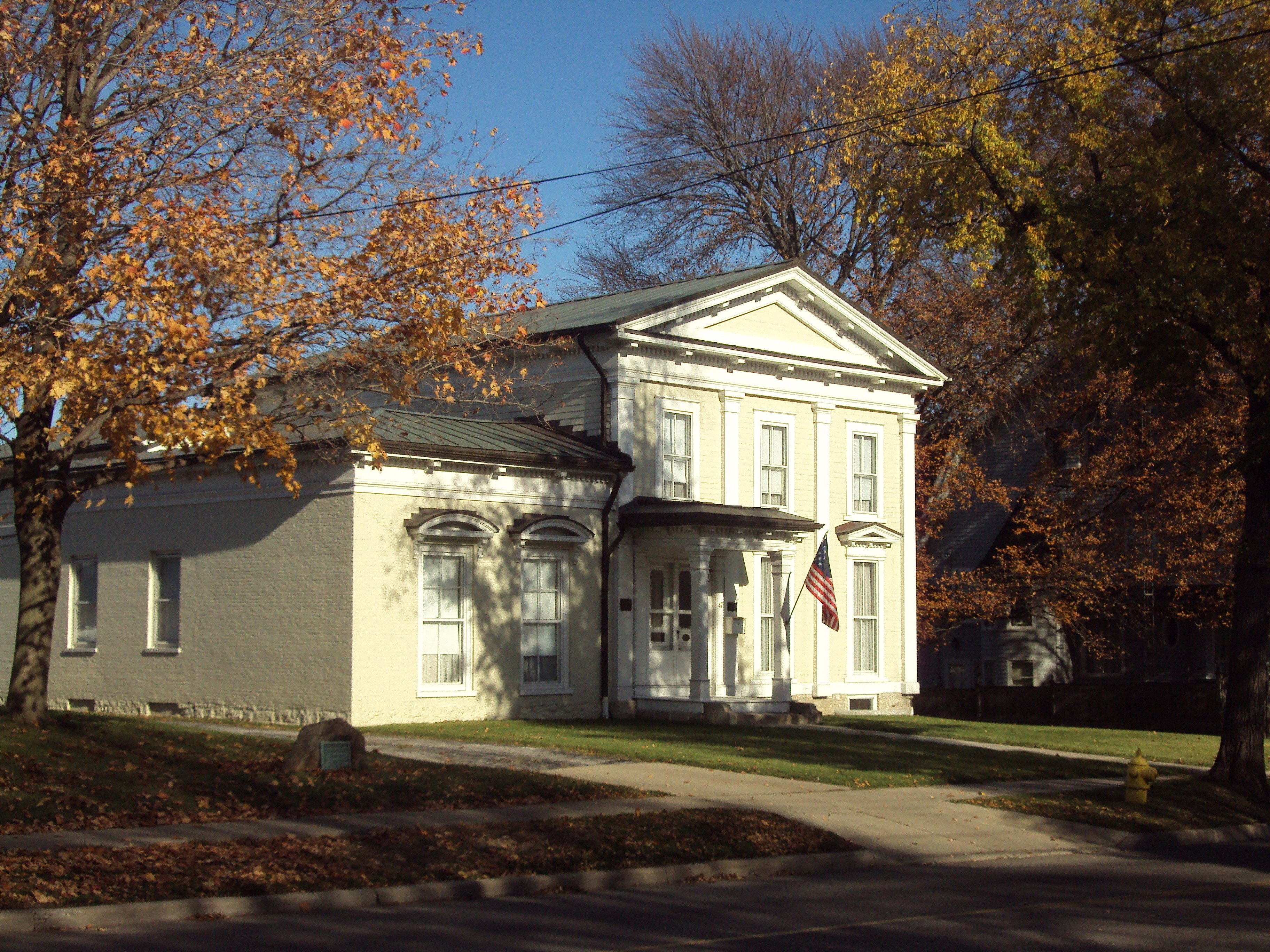
Das Governor Robert McClelland House, gelistet im NRHP

Nach der Volkszählung im Jahr 2000 lebten im Monroe County 145.945 Menschen. Davon wohnten 1.543 Personen in Sammelunterkünften, die anderen Einwohner lebten in 53.772 Haushalten und 39.952 Familien. Die Bevölkerungsdichte betrug 102 Einwohner pro Quadratkilometer. Ethnisch betrachtet setzte sich die Bevölkerung zusammen aus 95,42 Prozent Weißen, 1,90 Prozent Afroamerikanern, 0,28 Prozent amerikanischen Ureinwohnern, 0,47 Prozent Asiaten, 0,01 Prozent Bewohnern aus dem pazifischen Inselraum und 0,62 Prozent aus anderen ethnischen Gruppen; 1,31 Prozent stammten von zwei oder mehr Ethnien ab. 2,13 Prozent der Bevölkerung waren spanischer oder lateinamerikanischer Abstammung, die verschiedenen der genannten Gruppen angehörten.
Von den 53.772 Haushalten hatten 36,0 Prozent Kinder unter 18 Jahren, die bei ihnen lebten. 60,0 Prozent waren verheiratete, zusammenlebende Paare, 10,1 Prozent waren allein erziehende Mütter und 25,7 Prozent waren keine Familien. 21,7 Prozent waren Singlehaushalte und in 8,5 Prozent lebten Menschen im Alter von 65 Jahren oder darüber. Die Durchschnittshaushaltsgröße lag bei 2,69 und die durchschnittliche Familiengröße bei 3,14 Personen.
27,4 Prozent der Bevölkerung waren unter 18 Jahre alt. 8,1 Prozent zwischen 18 und 24 Jahre, 29,8 Prozent zwischen 25 und 44 Jahre, 23,5 Prozent zwischen 45 und 64 Jahre und 11,1 Prozent waren 65 Jahre oder älter. Das Durchschnittsalter betrug 36 Jahre. Auf 100 weibliche kamen statistisch 98,4 männliche Personen. Auf 100 Frauen im Alter von 18 Jahren und darüber kamen 95,2 Männer.

Das jährliche Durchschnittseinkommen eines Haushalts betrug 51.743 USD, das Durchschnittseinkommen einer Familie 59.659 USD. Männer hatten ein Durchschnittseinkommen von 46.715 USD, Frauen 27.421 USD. Das Prokopfeinkommen betrug 22.458 USD. 4,8 Prozent der Familien und 7,0 Prozent der Bevölkerung lebten unterhalb der Armutsgrenze.

## Städte und Gemeinden
Citys
| - Flat Rock1 - Luna Pier - Milan2 | - Monroe - Petersburg |

Villages
| - Carleton - Dundee - Estral Beach | - Maybee - South Rockwood |

1 – teilweise im Wayne County

2 – teilweise im Washtenaw County

Unincorporated Communitys
- Avalon Beach
- Azalia
- Bolles Harbor
- Carleton
- Cone
- Detroit Beach
- Diann
- Erie
- Evergreen Acres
- Golfcrest
- Grafton
- Grand View
- Grape
- Hillcrest Orchard
- Ida
- Ida Center
- La Salle
- Lambertville
- Liberty Corners
- London
- Lulu
- Newport
- North Shores
- Oakville
- Oldport
- Ottawa
- Patterson Gardens
- Petersburg Junction
- Saint Anthony
- Samaria
- Scofield
- South Monroe
- Steiner
- Stony Creek
- Stony Point
- Strasburg
- Temperance
- Vienna
- Vienna Junction
- West Monroe
- Whiteford Center
- Woodland Beach
- Yargerville

Townships
- Ash Township
- Bedford Township
- Berlin Charter Township
- Dundee Township
- Erie Township
- Exeter Township
- Frenchtown Township
- Ida Township
- La Salle Township
- London Township
- Milan Township
- Monroe Charter Township
- Raisinville Township
- Summerfield Township
- Whiteford Township